# Marco Emilio Lepido minore
Marco Emilio Lepido (in latino Marcus Aemilius Lepidus; ... – Roma, 30 a.C.), noto anche come Marco Emilio Lepido minore, è stato un politico romano, figlio del triumviro Marco Emilio Lepido e di Giunia Seconda, sorellastra di Marco Giunio Bruto.
Lepido servì come senatore romano. Fu condannato a morte da Ottaviano (il futuro imperatore romano Augusto) per aver ordito una congiura contro di lui. Lepido, nei suoi primi anni, fu promesso sposo ad Antonia dal 44 a.C., la figlia maggiore del triumviro Marco Antonio. I due triumviri avevano organizzato il fidanzamento che, per un motivo sconosciuto, fu poi interrotto.
Lepido si sposò con Servilia, che potrebbe essere stato la figlia del cesariano Publio Servilio Vatia Isaurico. Servilia si suicidò dopo l'uccisione del marito inghiottendo dei carboni ardenti. La coppia ebbe una figlia, Emilia Lepida.